# Grabanina
Grabanina – wieś w Polsce, położona w województwie podkarpackim, w powiecie jasielskim, w gminie Nowy Żmigród, nad rzeką Iwielka
| SIMC    | Nazwa  | Rodzaj    |
| ------- | ------ | --------- |
| 0356984 | Bobule | część wsi |
| 0356990 | Haczów | część wsi |

W latach 1975–1998 wieś administracyjnie należała do województwa krośnieńskiego.
Należy do parafii Wniebowzięcia NMP w Nienaszowie.
Znajduje się tu zabytkowy dworek z początku XIX wieku oraz zabytkowe kapliczki.